# 伊斯蘭迪亞 (紐約州)
伊斯蘭迪亞（英語：Islandia）是位於美國紐約州薩福克縣的村。

## 人口
根據2020年美國人口普查的數據，伊斯蘭迪亞的面積為5.73平方千米，皆為陸地。當地共有人口3567人，而人口密度為每平方千米623人。